# Maria Kristin Yulianti
Maria Kristin Yulianti (25 de junio de 1985) es una deportista indonesia que compitió en bádminton, en la modalidad individual. Participó en los Juegos Olímpicos de Pekín 2008, obteniendo una medalla de bronce en la prueba individual.

## Palmarés internacional
| Juegos Olímpicos | Juegos Olímpicos | Juegos Olímpicos  | Juegos Olímpicos |
| Año              | Lugar            | Medalla           | Prueba           |
| ---------------- | ---------------- | ----------------- | ---------------- |
| 2008             | Pekín (China)    | Medalla de bronce | Individual       |